# GRPEL2
GRPEL2 (англ. GrpE like 2, mitochondrial) – білок, який кодується однойменним геном, розташованим у людей на 5-й хромосомі. Довжина поліпептидного ланцюга білка становить 225 амінокислот, а молекулярна маса — 25 431.
| 10         |  | 20         |  | 30         |  | 40         |  | 50         |
| ---------- |  | ---------- |  | ---------- |  | ---------- |  | ---------- |
| MAVRSLWAGR |  | LRVQRLLAWS |  | AAWESKGWPL |  | PFSTATQRTA |  | GEDCRSEDPP |
| DELGPPLAER |  | ALRVKAVKLE |  | KEVQDLTVRY |  | QRAIADCENI |  | RRRTQRCVED |
| AKIFGIQSFC |  | KDLVEVADIL |  | EKTTECISEE |  | SEPEDQKLTL |  | EKVFRGLLLL |
| EAKLKSVFAK |  | HGLEKLTPIG |  | DKYDPHEHEL |  | ICHVPAGVGV |  | QPGTVALVRQ |
| DGYKLHGRTI |  | RLARVEVAVE |  | SQRRL      |  |            |  |            |

A: Аланін

C: Цистеїн

D: Аспарагінова кислота

E: Глутамінова кислота

F: Фенілаланін

G: Гліцин

H: Гістидин

I: Ізолейцин

K: Лізин

L: Лейцин

M: Метіонін

N: Аспарагін

P: Пролін

Q: Глутамін

R: Аргінін

S: Серин

T: Треонін

V: Валін

W: Триптофан

Кодований геном білок за функцією належить до шаперонів. 
Задіяний у таких біологічних процесах, як ацетилювання, альтернативний сплайсинг. 
Локалізований у мітохондрії.